# Liste der Monuments historiques in Ladoix-Serrigny
Die Liste der Monuments historiques in Ladoix-Serrigny führt die Monuments historiques in der französischen Gemeinde Ladoix-Serrigny auf.

## Liste der Immobilien
| Bezeichnung                  | Beschreibung | Standort                                                   | Kennzeichnung | Schutzstatus | Datum | Bild           |
| ---------------------------- | --- | ---------------------------------------------------------- | ------------- | ------------ | ----- | -------------- |
| Ferme de Neuvelle            | Wohnhaus mit Treppenturm und Backofen, 14. und 16. Jahrhundert                                                                                    | Serrigny, östlich des Ortes (10 rue des Rossignols) (Lage) | PA00112779    | Classé       | 1992  |                |
| Château de Serrigny          | Schloss, um 1700, am Ort einer älteren Burg; mit Eingangspavillons, Taubenturm, Parkanlage, Wassergräben, Brücken und Teilen der Innenausstattung | Serrigny, rue du Château (Lage)                            | PA00112780    | Inscrit      | 1992  | weitere Bilder |
| Kapelle Notre-Dame-du-Chemin | Wallfahrtskapelle, 11. oder 12. Jahrhundert, im 15. Jahrhundert erweitert                                                                         | Ladoix, südlich des Ortes an der D 974 (Lage)              | PA00112500    | Inscrit      | 1985  | weitere Bilder |

## Liste der Objekte
| Bezeichnung                                                      | Beschreibung                                                                     | Standort                                 | Kennzeichnung | Schutzstatus | Datum | Bild |
| ---------------------------------------------------------------- | -------------------------------------------------------------------------------- | ---------------------------------------- | ------------- | ------------ | ----- | ---- |
| Hauptaltar                                                       | Marmor, Ende des 18. Jahrhunderts, Philippe oder Charles Bidermann zugeschrieben | Serrigny, in der Kirche St-Marcel (Lage) | PM21002613    | Classé       | 1989  |      |
| Gemälde Die Schutzheiligen der Familie de Fussey                 | Ölfarbe auf Leinwand, bezeichnet 1623; 2007 gestohlen                            | Serrigny, in der Kirche St-Marcel (Lage) | PM21002243    | Classé       | 1988  |      |
| Gemälde Weihe Frankreichs an die Muttergottes durch Ludwig XIII. | Ölfarbe auf Leinwand, 17. Jahrhundert                                            | Serrigny, in der Kirche St-Marcel (Lage) | PM21002244    | Classé       | 1984  |      |
| Relief Evangelistensymbole                                       | Kalkstein, bezeichnet 1540                                                       | Serrigny, in der Kirche St-Marcel (Lage) | PM21002245    | Classé       | 1938  |      |
| Glocke                                                           | Bronze, 1766 gegossen                                                            | Serrigny, in der Kirche St-Marcel (Lage) | PM21002246    | Classé       | 1943  |      |
| Skulptur Heiliger Marcellus (1)                                  | Holz, farbig gefasst, 18. Jahrhundert                                            | Serrigny, in der Kirche St-Marcel (Lage) | PM21003753    | Inscrit      | 1981  |      |
| Skulptur Heiliger Marcellus (2)                                  | Holz, farbig gefasst, 18. oder 19. Jahrhundert; 2007 gestohlen                   | Serrigny, in der Kirche St-Marcel (Lage) | PM21003754    | Inscrit      | 1981  |      |
| Skulptur Heiliger Eligius                                        | Holz, farbig gefasst, 18. oder 19. Jahrhundert; 2007 gestohlen                   | Serrigny, in der Kirche St-Marcel (Lage) | PM21003755    | Inscrit      | 1981  |      |
| Gemälde Grablegung Christi                                       | Ölfarbe auf Leinwand, um 1700                                                    | Serrigny, in der Kirche St-Marcel (Lage) | PM21003756    | Inscrit      | 1981  |      |
| Skulptur Madonna mit Kind                                        | Stein, farbig gefasst und vergoldet, 17. Jahrhundert                             | Serrigny, in der Kirche St-Marcel (Lage) | PM21003835    | Inscrit      | 1989  |      |